# Тобе Лейсен
Тобе Лейсен (нід. Tobe Leysen, нар. 9 березня 2002, Бельгія) — бельгійський футболіст, воротар клубу «Ауд-Геверле Левен».

## Ігрова кар'єра

### Клубна
Тобе Лейсен є вихованцем футбольної школи клубу «Генк». В складі молодіжної команди «Генка» воротар виступав у турнірі Юнацької ліги. Першу гру на дорослому рівні Лейсен провів 10 травня 2022 року в чемпіонату Бельгії проти «Шарлеруа». У сезоні 2020/21 в складі «Генка» став переможцем Кубка Бельгії.
Влітку 2023 року Лейсен перейшов до стану «Ауд-Геверле Левен» і 26 листопада зіграв першу гру в новій команді.

### Збірна
В період з 2018 по 2019 роки Тобе Лейсен грав за юнацькі збірні Бельгії.

## Титули
Генк
 Переможець Кубка Бельгії: 2020/21